# Yên Ai hầu
Yên Ai hầu (chữ Hán: 燕哀侯; trị vì: 766 TCN-765 TCN), là vị vua thứ 13 của nước Yên - chư hầu nhà Chu trong lịch sử Trung Quốc.
Ông là con của Yên Khoảnh hầu- vị vua thứ 12 nước Yên, tên thật Cơ Ai. Năm 767 TCN, Yên Khoảnh hầu mất, Yên Ai hầu lên nối ngôi.
Theo truyền thuyết dân gian ông được cho là một trong những Đại phương sư đầu tiên của phái Phương sĩ đã tu đạo thành tiên, ông có một người em kết nghĩa tên là Ngô Miễn.
Yên Ai hầu làm vua chỉ được một năm rồi mất. Con ông là Cơ Trịnh lên nối ngôi, tức Yên Trịnh hầu.